# بددادن
بددادن یکی از رسوم مردم افغانستان بوده که در نقاط مختلف این کشور دارای اشکال گوناگون است. بد معمولاً توسط شورا، جرگه و نشست موی‌سفیدان محل یا دهستان تطبیق می‌گردد. بد زمانی به وقوع می‌پیوندد که یک مرد افغان مردی را از فامیل افغان دیگر به قتل رسانده باشد یا جرمی بزرگ را در حق کسی نموده باشد. بدین منظور غرض جلوگیری از قتل‌های دیگر دختران فامیل خود را به عقد نکاح فامیل مقتول درمی‌آورند؛ که نوعی از بردگی جنسی در افغانستان است.

## شرح
این سنت پس از جلسه و فیصلهٔ موی‌سفیدان محل در معرض اجرا قرار می‌گیرد. به‌طوری‌که در آغاز، موی‌سفیدان فامیل قاتل با یک یا چند رأس گوسفند و مقداری پول به خانهٔ مقتول می‌روند؛ و از آن‌ها پوزش خواسته تقاضای جرگه را می‌نمایند. بد پس از شفاعت و پوزش زیاد از موی‌سفیدان مورد توافق قرار می‌گیرد. در دهستان‌ها آن‌ها که جرگه نمی‌نمایند به معنی ادامهٔ خونریزی است. این دشمنی‌ها بعضاً به جنگ‌های قومی چندین ساله تبدیل گردیده‌اند. مانند قوم زدران جاجی و منگل که دشمنی این دو قوم تا هنوز ادامه دارد.
در شهرها بد به‌خاطر تقلیل معیاد جرم و جلوگیری از قتل دیگر در معرض اجرا قرار می‌گیرد زیرا در ین مناطق حاکمیت دولت مستحکم‌تر است. عده زیادی بد را یکی از میراث کهن، عدم نارسایی جامعه و یک پدیده ناروا و خلاف کرامت انسانی می‌پندارند. بعضی بد را سنتی افتخارآمیز می‌پندارند. ممکن است دختری که به بد داده می‌شود تا پایان عمر در زیر فشار ظلم، طعنه، اذیت و آزار و مشکلات گوناگون غیرقابل تحمل قرار گیرد. بعضاً قربانی این پدیده ننگین دختران خردسال هستند که از خانواده به اجبار جدا می‌شوند. بعضی از این‌گونه دختران یا به‌زودی می‌میرند یا از خانه فرار کرده و به دیار نامعلوم می‌روند.
یکی از این دختران، بی‌بی عایشه بود که بینی و گوش‌هایش توسط شوهرش بریده شده بود و در محلی خارج از شهر، رها شده بود. وی توسط نیروهای آمریکایی در کوهستان اروزگان پیدا شد و برای درمان ابتدا به کابل و سپس به ایالات متحده انتقال داده شد.

## قانون افغانستان
بد به موجب ماده ۵۱۷ قانون جزای افغانستان ۱۹۷۶ یک جرم کیفری است، اما این ماده تنها در صورتی اعمال می‌شود که بیوه و زن بالای ۱۸ سال تحت Baad قرار گیرند. بر اساس قوانین افغانستان، مجازات مرتکبین بد (یعنی اجبار زن به ازدواج و بردگی از طریق بد) نمی‌تواند از دو سال زندان تجاوز کند. هیچ‌یک از بزرگان جرگه یا خانواده ای شناخته نشده است که به خاطر گرفتن یا دادن زن یا دختر به بدی دستگیر یا محاکمه شده باشند. عمل بد بیشتر در ولایات کنر، هلمند و بلخ افغانستان گزارش شده است.